# Brittany Byrnes
Brittany Anne Trish Byrnes (ur. 31 lipca 1987 w Sydney w Australii) – australijska aktorka filmowa i telewizyjna, była aktorka dziecięca. Znana jest głównie z roli Charlotte Watsford w serialu H2O – wystarczy kropla (występuje tylko w drugiej serii). Występ w tym serialu przyniósł jej nominację do nagrody AFI Award.

## Wybrana filmografia
| Rok       | Tytuł                              | Rola                                                                       |
| --------- | ---------------------------------- | -------------------------------------------------------------------------- |
| 1989-1996 | G.P (TV, epizod)                   |                                                                            |
| 1995      | Babe – świnka z klasą              | Wnuczka                                                                    |
| 1996      | Twister Tales (TV, epizod)         |                                                                            |
| 1998-2008 | Cena życia                         | Jacinta Clarke / Vicki Ross / Becky Franklin / Vicki Ress / Emma Quinliven |
| 1998-1999 | Breakers                           | Catherine                                                                  |
| 1998-2000 | Auf der Suche nach der Schatzinsel | Thea Hawkins                                                               |
| 2000      | Szczury wodne                      | Geena Sadler                                                               |
| 2001      | Escape of the Artful Doger         | Hannah Schuller                                                            |
| 2001      | Upiory nie zawsze dobre            | Dayna                                                                      |
| 2003      | Płynąc pod prąd                    | Diane Figleton                                                             |
| 2003      | Syreny                             | Tess                                                                       |
| 2005      | Little Oberon                      | Natasha Green                                                              |
| 2007-2008 | H2O – wystarczy kropla             | Charlotte Watsford                                                         |
| 2008      | Scorched                           | Deanna Pearce                                                              |
| 2011      | Toybox                             | Tina                                                                       |